# قبیله‌های عرب

محل زندگی قبیله‌های عرب در قرن هفتم میلادی

عربستان در پایان قرن ششم میلادی در گیر و دار انتقال به مرحلهٔ یکتاپرستی بود. در دههٔ دوم قرن هفتم میلادی همزمان با گسترش اسلام در حجاز، در سه نقطهٔ دیگر عربستان نیز دین یکتاپرستی در حال شکل گرفتن بود و کسانی ادعای نبوت داشتند و دین نوینی را عرضه می‌نمودند.

## قبایل پیش از اسلام
قبایل درون عربستان پیش ازظهور اسلام به ۳ مجموعهٔ بزرگ و رقیب و متخاصم تقسیم می‌شدند که هرکدام دارای خدایان قبیله‌ای ویژه و کعبه قبیله‌ای خاص و آداب و رسومِ سنتی و دین مخصوص به خودشان بودند، و در آداب و رسومشان نقاط مشترک بسیاری با مجموعه‌های دیگر داشتند.
این سه مجموعه عبارت بودند از:
1. مجموعه قبایل یمنی در جنوب عربستان؛
2. مجموعه قبایلِ ربیعه در شرق و شمالشرق عربستان؛
3. مجموعه قبایل مُضَر (بر وزن هنر) در مرکز و غرب عربستان.

### قبایل یمنی
بزرگ‌ترین مجموعه قبایل عربستان قبایلِ یمنی بودند. مجموعه قبایل یمنی جنوب عربستان به چند بخش تقسیم شده بود:
1. قبایل مِذحَج (بر وزن بهتر) با شاخه‌های متعددشان در درون یمن ساکن بودند. (مانند قبائل بزرگ مذحج، السواعد، الجبور، الدلیم، و ده‌ها قبائل بزرگ دیگر.
2. قبایل کِنده (بر وزن قبله) که محل اسکانشان در منطقه حَضرَموت در شرق یمن در همین سرزمینی بود که اکنون نیز شرق یمن نامیده می‌شود و تا مرزهای عمان امتداد دارد و از چندین شاخه تشکیل می‌شد.
3. قبایل کَلب که از بزرگ‌ترین قبایل کوچنده به شام در اوائل قرن هفتم میلادی بودند.
4. قبایل غسان که در جنوب شام مستقر شده بودند.
5. قبیله بنی‌اسد که در شمال حجاز می‌زیستند و از نظر آداب و رسوم سنتی شباهت تام و تمام با قبایل درون یمن داشتند و دارای کاهنان مقدس قبیله‌ای بودند که منصب شان موروثی بود.

قبایل کَلب و غسان دو مجموعه از قبایل یمنی بودند که در زمانی از تاریخ به بیابان‌های شام کوچیده و درون مرزهای امپراطوری روم می‌زیستند.
یمنی‌ها از نظر سنتی دارای یک خدای برتر و مشترک بودند که دارای کعبه مخصوص به خودش بود. در کنار او خدایان کوچک دیگر نیز پرستیده می‌شدند که نیاهای مقدس از خاندان‌های کاهنان سنتی- به نام‌های وُد، یَغوث، یَعوق، نَسرا- بودند؛ یعنی دین قبایل یمن یک دین مبتنی بر نیاپرستی بود، و کاهنانِ مرده و زنده که نوادگان نیاهای تقدس یافته بودند، رابطان میان مردم و خدای مشترکشان پنداشته می‌شدند؛ و منصب کهانت از پدر به پسر دست به دست می‌شد. آخرین کاهن مقدس قبایل یمنی مردی بود که در تاریخ اسلام با نام «اسود عَنسی» - یعنی سیاه قبیله عنس - شناخته می‌شود.

### قبایل ربیعه
قبایل ربیعه که در بخش شرقی عربستان جاگیر بودند به دو بخش تقسیم می‌شدند.
1. قبایل بنی‌بکر بزرگ‌ترین بخش قبایل ربیعه بودند که در شمالشرق عربستان اسکان داشتند.
2. قبایل بنی‌حنیفه که محل اسکانشان در منطقه یَمامه در شرق عربستان بود، ازنظر جمعیتی دردرجه دوم قرار می‌گرفتند.

خدای مشترک دسته‌بندیِ قبایل ربیعه الرحمان نام داشت، و دارای کعبه مخصوص به خودش در یمامه بود. یمامه از روزگاران دور تا اوائل قرن هفتم میلادی در درون قلمرو ایران واقع می‌شد.

### قبایل مُضَری
قبایل مُضَری که سومین دسته‌بندی قبایل عربستان بودند به چهار دسته تقسیم می‌شدند:
1. قبیله بنی‌عامر که بزرگ‌ترین بخش قبایل مضری بود و در مرکز عربستان اسکان داشت.
2. قبیله بنی‌تمیم که بین بنی‌عامر و حجاز جاگیر بودند و بعد از بنی‌عامر ازنظر جمعیتی مرتبه دوم را داشتند.
3. قبایل هوازن و ثقیف که ازنظر جمعیتی بعد ازاین‌ها قرار می‌گرفتند و در منطقه طائف ساکن بودند.
4. قبایل قریش و کِنانه که در مکه و اطرافش اسکان داشتند و کوچک‌ترین بخش قبایل مُضَری بودند.

خدای مشترک تمامی قبایل مضری الله بود؛ و کعبه واقع در مکه که در زمانی از تاریخ برای پرستش او ساخته شده بود در اوائل قرن هفتم میلادی برترین بیت الله نزد این قبایل بود.

### دیگر قبایل
مجموعه دیگری از قبایل عرب به نام «اِیاد» نیز در بخش شرقی بیابان‌های شام می‌زیستند. تمدن‌های معروف به پترا و تدمر که ویرانه‌های شکوهمندی ازآن هنوز در سوریه و اردن برجا است یادگار این مجموعه از قبایل عرب است. خدای باستانی این‌ها اللات نام داشت؛ و درنوشته‌های هرودوت نیز نام این خدا آمده‌است. خدای باستانی این‌ها اللات نام داشت؛ و درنوشته‌های هرودوت نیز نام این خدا آمده‌است. آخرین پادشاه تدمر، وهب اللات معاصر شاپور اول ساسانی بود؛ و رومی‌ها با کشتن وی تدمر را به‌کلی ویران کردند. خرابه‌های بزرگ معبد اللات در منطقه تدمر سوریه داستان یک دوران پرشکوه را بازگوئی می‌کند.
قبایل عربِ شام تا اواخر قرن ششم میلادی عموماً به دین مسیح گرویده بودند و چیزی از دین کهن در میانشان نمانده بود. بعد ازگسترش اسلام نیز این‌ها خیلی دیر- و با آهنگی آهسته در طی یکی دو قرن مسلمان شدند. از این رو در جریان سخن از شکلگیری اسلام‌های متنازع که موضوع این نوشتار است به این‌ها اشاره‌ای نخواهد رفت. دراینجا همینقدر اشاره کنم که مبلغان مسیحی قبایل عرب شام- مخصوصاً قبایل ایاد- که برای تبلیغ یکتاپرستی به میان قبایل عربستان می‌رفتند و در مناسبتها و بازارهای فصلی سخنرانی میکرند و شعر می‌خواندند اثر بسیار محسوسی در توجه دادن قبایل درون عربستان به یکتاپرستی داشتند؛ و داستان‌های بسیاری از این مبلغان وارد کتاب‌های سیره و تاریخ اسلام شده‌است که جای سخن از آن‌ها دراینجا نیست.
علاوه براین‌ها دو مجموعه کوچکِ دیگر به نام‌های اَزُد و عبدالقیس نیز در سواحل جنوبی خلیج فارس - ازحد ظفار و عُمان درمرور از امارات کنونی تا قطر و بحرین کنونی- می‌زیستند که به علل جغرافیائی از بقیه قبایل عربستان جدا افتاده بودند و ارتباطی با رقابت‌های قبایلی درون عربستان نداشتند. این‌ها از روزگار هخامنشی در درون مرزهای سنتی ایران واقع می‌شدند و تا اواخر قرن ششم میلادی آئین‌های مزدایسنا و مسیحیت درآن‌ها رواج یافته بود، و درآستانه ظهور اسلام تابع ایران ساسانی بودند.
قبیله قریش: که به طوایف بزرگی مانند بنی عدی بنی عمرو و بنی کلاب تقسیم شده و هر چهار خلیفه راشد و پیامبر اسلام از این قبیله هستند همچنین سلسله امامان شیعیان هم از یکی از طوایف این قبیله به نام بنی هاشم است حکومت بنی امیه نیز از فرزندان امیه که از این قبیله است هستند و نیز حکومت بنی عباس از همین قبیله نشئت می‌گیرد
این قبیله مهم‌ترین و تأثیر گذارترین قبیله عرب چه در دوران اسلام و چه بعد از اسلام است. در تواریخ اسلامی اینطور گفته شده که اینان ریشه عرب نداردند و از فرزندان اسماعیل هستند .

## پس از ظهور اسلام
تا پیش از ظهور اسلام قبایل گوناگون عربی در شبه جزیره عربستان، بین النهرین (عراق) و شامات تا شبه جزیره سینا ساکن بودند و با دیگر اقوام سامی در ایران، روم، شمال افریقا و شرق افریقا و حبشه ارتباط داشتند.
در مرحله اول مهاجرت اعراب شبه جزیره، اعرابی که در سپاه اسلام می جنگیدند پس از فتح ایران و روم، در کنار دیگر قبایل بومی عرب در بین النهرین و شامات ساکن شدند و سپس قبایل بیشتری به علت خشکسالی و رقابت های قبیله ای در شبه جزیره عربستان، به سمت شمال یعنی بین النهرین و شامات مهاجرت کردند. 
در مرحله دوم، اعراب شبه جزیره عربستان به همراه بسیاری از قبایل عرب بین النهرین و شامات و صحرای سینا به منظور فتح مصر متحد شده و در جنگ با رومیان موفق به فتح دلتای نیل و سرزمین مصر شدند و مهاجرت گسترده اعراب شبه جزیره عربستان و بین النهرین و شامات به مصر و حوزه رود نیل شامل سودان کنونی و همچنین سواحل مدیترانه یعنی لیبی امروزی آغاز شد و تا قرن سوم هجری عرب زبانان مهاجر نیمی از جمعیت مصر را تشکیل میدادند. رشد جمعیت بسیار بالای اعراب و مهاجرت های بعدی تا دوره معاصر باعث شد جمعیت اعراب امروزه به بیش از نود درصد و جمعیت قبطی ها به کمتر از ده درصد جمعیت مصر برسد . به علت صحرایی بودن منطقه برقه و فزّان یعنی لیبی کنونی و در نتیجه جمعیت بسیار اندک قبایل بربر در این سرزمین، قبایل عربی به اکثریت غالب جمعیت این منطقه تبدیل شدند.
در مرحله سوم و در دوران بنی امیه و بنی عباس پس از فتح سایر مناطق شمال و شمال غرب آفریقا، مهاجرت های وسیع اعراب از شبه جزیره عربستان و بین النهرین و شامات و مصر و حوزه رود نیل به مناطق حاصلخیز و پربار رشته کوه اطلس (تونس و الجزایر و مراکش کنونی) انجام شد و بازماندگان امویان قرنها بر این منطقه حکومت کردند و اندلس و سیسیل و جنوب اروپا در این دوره فتح شد. مهاجرت اعراب از شبه جزیره عربستان و عراق و شام به شمال افریقا تا حدود یک قرن پیش به ویژه در دوره عثمانی که به صورت واحد اداره می شد نیز ادامه یافت و اعراب به جمعیت غالب این مناطق تبدیل شدند.
در مرحله چهارم یعنی دوره معاصر، مهاجرت اعراب از کشورهای عربی به شکل فردی و غیر قبیله ای به کشورهای اروپایی مانند فرانسه، ایتالیا، اسپانیا تا ترکیه و آلمان و سوئد در حال انجام است و با توجه به رشد کم جمعیت بومی در این کشورها و رشد بالای جمعیت و میزان زاد و ولد بیشتر در بین اعراب مهاجر، اعراب بخشی از جمعیت این کشورها را تشکیل می دهند.